# Мисс Новый год
«Мисс Новый год» — рисованный мультфильм 1991 года, осовремененный вариант лесного новогоднего праздника.

## Сюжет
На Новый год в лесном дворце культуры звери устроили конкурс красоты, на котором победителя определяет компьютер. Тем временем мама — ворона, разбирающаяся в компьютерах, хочет сделать так, чтобы её дочка выиграла. Ей это удаётся, и красавица Лисичка расстроенная ушла из дворца. Добросердечная победительница отдаёт ей корону, понимая, что получила её незаслуженно. Когда Лисичка победила в конкурсе и стала «Мисс Новый год», маленькая Ворона стала «Мисс честность».

## Съёмочная группа
| автор сценария            | Виталий Злотников |
| кинорежиссёр              | Владимир Арбеков |
| художник-постановщик      | Татьяна Колюшева |
| кинооператор              | Кабул Расулов |
| композитор                | Нина Савичева |
| звукооператор             | Борис Фильчиков |
| монтажёр                  | Галина Смирнова |
| xудожники-мультипликаторы | Галина Зеброва, Эльвира Маслова, Владимир Шевченко, Владимир Арбеков |
| xудожники                 | Анна Атаманова, Николай Митрохин |
| ассистент режиссёра       | Е. Черёмушкина |
| роли озвучивали:          | Ирина Муравьёва — Лисичка Ирина Карташёва — Ворона-матушка Юрий Пузырёв — Медведь Александра Турган — Маленькая ворона Вячеслав Богачёв — Заяц-ведущий Анатолий Баранцев — Волк |
| редактор                  | Наталья Абрамова |
| директор съёмочной группы | Нина Соколова |

## Видео
В начале 1990-х годов мультфильм был выпущен на видеокассете, позже в VHS-сборнике «Лучшие советские мультфильмы». В 1995 году студия «Союз» выпустила мультфильм на видеокассете, затем мультфильм выпускался на CD, с 2000-х — на DVD.